# Mroczki (Łomża)
Pour les articles homonymes, voir Mroczki.
Mroczki est un village de Pologne, situé dans le gmina de Przytuły, dans le Powiat de Łomża, dans la voïvodie de Podlachie.

## Source
- (en) Cet article est partiellement ou en totalité issu de l’article de Wikipédia en anglais intitulé « Mroczki, Łomża County » (voir la liste des auteurs).